# Csapó Gábor
Csapó Gábor (Budapest, 1950. szeptember 20. – Budapest, 2022. november 27.) olimpiai bajnok, 272-szeres magyar válogatott vízilabdázó, edző, jogász.

## Pályafutása
A vízilabdázást kilencévesen kezdte. 1972-ig az Újpesti Dózsa, 1973-ig a SZEOL AK, 1984-ig a Vasas, majd 1985-től az olasz Síracusa Palermo játékosa volt. 1970-től kezdődően tizenhat éven keresztül, összesen 272 alkalommal szerepelt a magyar válogatottban. Játékosként része volt a magyar válogatott valamennyi ebben az időszakban elért sikerében. Az aktív sportolást 1986-ban fejezte be. A válogatottól egy 1993-ban lejátszott világválogatott elleni mérkőzésen vonult vissza. 2000-ben beválasztották az évszázad magyar vízilabda-válogatottjába.
1972-től 1973-ig a szegedi József Attila Tudományegyetem, majd 1973-tól a budapesti Eötvös Loránd Tudományegyetem jogi karának hallgatója volt. 1977-ben állam- és jogtudományi doktori oklevelet szerzett. Visszavonulása után 1990-ig Syracusa Palermo, majd 1990-től 1993-ig a Vasas-Plaket vezetőedzője lett. 1989-ben megpályázta a szövetségi kapitányi posztot, de nem kapott szavazatot. 1994-ben Faragó Tamással Budapesten vízilabda-iskolát nyitott és egy informatikai részvénytársaságnál jogászi állást vállalt. 1998-ban jelölték a vízilabda szövetség elnökének, de nem vállalta a jelölést. 2001-től ismét edző, először az ÚTE, majd 2003-tól az FTC vízilabdacsapatánál.
1979-ben a Ki beszél itt szerelemről (rendezte: Bacsó Péter) című filmben főszerepet alakított.
2022 novemberében kórházba szállították és lélegeztetőgépre helyezték,  2022. november 27-én közölték halálhírét.

## Sporteredményei
- olimpiai bajnok (1976)
- olimpiai 3. helyezett (1980)
- világbajnok (1973)
- háromszoros világbajnoki 2. helyezett (1975, 1978, 1982)
- Európa-bajnok (1977)
- Európa-bajnoki 2. helyezett (1983)
- Világ Kupa-győztes (1979)
- kétszeres BEK-győztes (1979, 1984)
- kilencszeres magyar bajnok (1975–1977, 1979, 1980–1984)
- kétszeres Magyar Kupa-győztes (1981, 1983)

## Filmszerepei
- Ki beszél itt szerelemről? (1979) – magyar romantikus film

## Közéleti szórakoztató műsor
- Heti Hetes – meghívott vendég

## Könyve
- Szerelmeim; Absolut Media, Budapest, 2006[5]

## Családja
Felesége 2005 óta Vajtai Katalin volt. Az egyetemi oktatóként dolgozó Zsófia lánya Los Angelesben él.

## Díjak
- Az év magyar vízilabdázója (1975)
- Budapestért díj (2008)[8]
- II. kerület díszpolgára (2023) /posztumusz/